# Карму (Рио-де-Жанейро)
Карму (порт. Carmo)  —  муниципалитет в Бразилии, входит в штат Рио-де-Жанейро. Составная часть мезорегиона Центр штата Рио-де-Жанейро. Входит в экономико-статистический микрорегион Кантагалу-Кордейру. Население составляет 15 866 человек на 2006 год. Занимает площадь 321,187 км². Плотность населения — 49,4 чел./км².
Праздник города — 13 октября.

## История
Город основан 29 мая 1832 года. 

## Статистика
- Валовой внутренний продукт на 2003 год составляет 204 262 162,00 реалов (данные: Бразильский институт географии и статистики).
- Валовой внутренний продукт на душу населения на 2003 год составляет 13 092,89 реалов (данные: Бразильский институт географии и статистики).
- Индекс развития человеческого потенциала на 2000 год составляет 0,763 (данные: Программа развития ООН).

## География
Климат местности: горный тропический. В соответствии с классификацией Кёппена, климат относится к категории Cwa.